# Kotowo (Rosja)
Kotowo – miasto w Rosji, w obwodzie wołgogradzkim. W 2010 roku liczyło 24 115 mieszkańców.